# QRV Amateur Radio
QRV Amateur-Radio – unabhängiges Amateur-Radio-Magazin war eine von 1946 bis 1980 erscheinende Amateurfunk-Zeitschrift. Sie erschien im Format DIN A5.

## Erscheinungsweise
Erstmals erschien QRV: Amateur-Radio mit Ausgabe 10/1946.
Nach Ausgabe 12/1950 bis zur Ausgabe 12/1971 erschien die Zeitschrift gemeinsam mit dem Vereinsorgan CQ des Deutschen Amateur-Radio-Clubs als Vereinszeitschrift Das DL-QTC, mit nur einer eigenständigen Ausgabe (1/1968) im Körner-Verlag.
Im Zuge des Streits um das Amateurfunkzentrum Baunatal erschien sie seit 12/1971 bis zu ihrer Einstellung mit Ausgabe 12/1980 wieder eigenständig. Die DARC-Vereinszeitschrift ist seitdem das CQ DL.
Mit dem QRV erschien als Beilage der Anzeigenteil HAM-Börse, auch mit dem DL-QTC, mit eigener Redaktion.

## Inhalt
In QRV fanden sich zumindest in seiner zweiten eigenständigen Erscheinungsperiode ab 1971 Artikel aus dem Bereich der Amateurfunk-Technik; jedoch auch Editorials und Verbandsnachrichten, die sich größtenteils kritisch mit dem DARC auseinandersetzten.
Schon 1972 fand sich in der QRV eine Lizenzprüfungs-Kolumne von Eckart K. W. Moltrecht (bekannt unter dem Rufzeichen DJ4UF), der seinerzeit Prüfungsfragen aus den Entwürfen zu den Lizenzprüfungen und aus Gedächtnismitschriften veröffentlichte und in der jeweils nächsten Ausgabe eine Musterlösung lieferte.

## Geschichte
Der zweiten eigenständigen Erscheinungsperiode ging ein handfester Streit um den Generations- und Ausrichtungswechsel des DARC voraus, der sich im Umzug der DARC-Stellen aus Kiel bzw. München in das neugebaute Amateurfunkzentrum Baunatal äußerte.
Das QRV scharte dabei eine Anzahl Funkamateure um sich, die im Amateurfunkzentrum Baunatal ein unkalkulierbares finanzielles Risiko sahen und die Beitragserhöhungen, die seinerzeit nötig wurden, nicht mittragen wollten.
In kritischen Editorials nahm die QRV auch auf Vorstands-Rundsprüche Bezug, die so gedeutet wurden, dass der DARC die Vertretung der IARU-Region 1 von London nach Baunatal holen wollte (z. B. 3/1972).

## Herausgeber
QRV wurde von Wolfram Felix Körner, DL1CU, herausgegeben. Sowohl es als auch während der Vereinigung mit CQ die daraus entstandene Zeitschrift Das DL-QTC wurde im Verlag Körner in Gerlingen hergestellt.